# Warmluftheizung

Prinzip der Warmluftheizung

Luftverteiler einer Warmluftheizung für zwei Wohnungen

Ölbetriebener Warmluftofen in offenem Zustand. Im Inneren sind schwarze und gelbliche Rückstände der Ölverbrennung zu sehen.

Eine Warmluftheizung ist eine Heizung, welche die Wärme ohne Zwischenträger fortführt und in einem Gebäude als Warmluft verteilt. Wärmeträger ist dabei Luft, die als Warmluft bei kleinen Anlagen unter Ausnutzung der Schwerkraftzirkulation bewegt wird (warme Luft ist leichter und steigt auf – kalte Luft ist schwerer und sinkt ab), bei größeren Anlagen mit Hilfe von Ventilatoren.
Warmluftheizungen sind heute vor allem in Nordamerika gebräuchlich. In den Vereinigten Staaten bildet Forced-air in Einfamilienhäusern, insbesondere bei Neubauten, die mit Abstand am häufigsten verwendete Heiztechnik. Die Mehrzahl der Systeme wird mit Erdgas betrieben, andere laufen mit Propan oder mit Elektrizität. Statt eines konventionellen Brenners bzw. einer konventionellen elektrischen Heizeinheit werden in jüngerer Zeit auch wärmepumpenbasierte Systeme verwendet.

## Wärmequellen
Die Luft kann dabei entweder in einem Ofen oder elektrisch (in einem Heizlüfter) erwärmt oder in einem solaren Luftkollektor gesammelt werden. Bei Verbrennung von Heizmaterial muss die zirkulierende Raumluft über einen Wärmetauscher erwärmt werden. Werden Böden oder Wände direkt durch die Abluft der Verbrennung erwärmt, muss sichergestellt sein, das die Abgase nicht in die Raumluft gelangen. Mit moderner Raumlufttechnik kann zugeführte Frischluft durch Wärmerückgewinnung aus der Raumabluft erwärmt werden.
Die erwärmte Raumluft wird direkt in den zu heizenden Raum geführt. Ein Sicherheitstemperaturbegrenzer kann dafür sorgen, dass die Anlage bei zu hoher Temperatur den Heizbetrieb unterbricht. Über einstellbare Zuluft-, Abluft- und Außenluftklappen wird die Raumluft so gemischt, dass sie den augenblicklichen Erfordernissen hinsichtlich der Wärmemenge und der Luftqualität entspricht.

## Geschichte
Bei einer archäologischen Ausgrabung im Gebiet der Kaiserpfalz Ingelheim konnte 1997 eine Warmluftheizung des 12./13. Jahrhunderts freigelegt werden. Die Heizanlage wurde südlich der Thronhalle (Aula regia) gefunden. Dieser Befund stellt neben Hinweisen auf Anlagen in der Kaiserpfalz Goslar (Erdgeschoss des Saalbaus, um 1180), der Burg Dankwarderode in Braunschweig (Erdgeschoss des Saalbaus, um 1160/70) und der Neuenburg über Freyburg (13. Jh.) eines der bislang ältesten Zeugnisse einer solchen Heizanlage dar. Bei archäologischen Ausgrabungen auf der Burg Sulzbach in der Oberpfalz konnten darüber hinaus Reste von mehreren Luftheizungen des 9. bis 12. Jahrhunderts freigelegt werden, die zwar unterschiedlich konstruiert waren, deren verbindendes Element aber die Lage unter dem Fußboden des zu erwärmenden Raums war. Vermutlich wurde der Heizungstyp in Mitteleuropa bevorzugt für den funktionalen Raumtyp der Dürnitz (auch: Hofstube) eingesetzt, einem ebenerdigen, saalartigen Gemeinschaftsraum auf Burgen.
Der technische Aufbau der Warmluftheizung des Ingelheimer Beispiels gliedert sich in die Funktionsbereiche Brennraum, Ofenmantel und Warmluftkanäle. Der Brennraum wurde von der Südseite durch eine Öffnung mit Brenngut versorgt, entleert und gereinigt. In dem Sandsteingewände der Öffnung sind noch die Verankerungslöcher einer eisernen Ofenklappe sichtbar. Die Ofenwände bestanden aus Becherkacheln, die in dichten Abständen in Lehm geschichtet waren. Diese Art der Konstruktion erinnert an Kachelöfen, die auf einigen Abbildungen des Spätmittelalters zu finden sind. Die Datierung des Ofens um 1200 gründet in Form und Warenart dieser Becherkacheln.
Der Ofenmantel wurde mit Lehm abgedichtet und umschloss den Ofen auf drei Seiten. Die vierte Wand bildete die Apsis der Aula regia. Diese Bauweise ermöglichte das Speichern der Ofenwärme, auch lange nach Beendigung des Brennvorgangs. Durch Öffnungen oder Kanäle konnte sie dann rauchfrei in einen über dem Ofen gelegenen Wohnraum geleitet werden.
Da die Ingelheimer Warmluftheizung nach Form, Größe und Erhaltungszustand ein einzigartiges, technikgeschichtliches Denkmal darstellt, wurde sie im Jahr 2000 durch einen Schutzbau dauerhaft konserviert und zugänglich gemacht.
Warmluftheizungen wurden im mitteleuropäischen Schlossbau bis in das 15. Jahrhundert hinein errichtet, auch in den Obergeschossen, was besonders aufwändig war. Aus der Zeit um 1380 sind Spuren in den  Burgen von Rochlitz und auf Burg Mildenstein erhalten. Auch das Marburger Schloss besaß im 15. Jahrhundert eine aufwändige Warmluftheizung im ersten Obergeschoss des Südflügels.
Eine deutlich jüngere, historische Warmluftheizung ist bis heute funktionstüchtig in der Villa Hügel in Essen zu sehen. Krupp selbst hat diese für sein Heim entworfen, allerdings ist der Unterschied zu den heutigen Anlagen gewaltig. So ist zum Beispiel ein mehrere hundert Meter langer Schacht für die Frischluftzufuhr eines Raumes zuständig, der die Funktion des Wärmeübertragers übernimmt.
Die Luftkanäle wurden früher aus Eternitplatten gebaut. Heute werden Luftkanäle verwendet, die meist aus verzinktem Stahlblech gefertigt sind und einen rechteckigen oder runden Querschnitt (Wickelfalzrohr) haben.
Da Luft im Gegensatz zu Wasser die Wärme sehr schlecht speichert, ist die Warmluftheizung im Wohnungsbau nur für kleine Wärmeleistungen (zum Beispiel Ferienbungalows) und selten genutzte Räume geeignet. Dementsprechend wird sie bei Niedrigenergiehäusern in Erwägung gezogen, wenn Heizleistungen bis 10 W/m² genügen. In Mittel- und Nordeuropa mit seinen vergleichsweise kalten Wintern ist die Warmluftheizung nur bedingt geeignet, in den USA konnte sich diese Heizungsart jedoch verbreiten.
Vorteile
Schnelle Aufheizzeit
Zumischen von Frischluft möglich
Umluft kann gefiltert werden
Keine Radiatoren
Luftschachtsystem bei Bedarf auch für eine Klimaanlage nutzbar
Nachteile
Die Ventilatoren im Ansaugbereich vieler Geräte sind relativ laut; auch in den beheizten Räumen entstehen an den Auslässen mehr oder weniger starke Windgeräusche, insbesondere wenn die Schächte fehlerhaft installiert oder schlecht gewartet sind.
Bei vielen Systemen ist es kaum möglich, die Temperatur in einzelnen Räumen individuell zu regeln; in den USA wird in jüngerer Zeit versucht, diesem Problem mit smart vents entgegenzuwirken.
Staub und Allergene werden aufgewirbelt, fortgeführt und verteilt.
Gerüche aus dem Raum, in dem die Luft angesaugt wird, werden schnell über alle Räume verteilt.
Die relative Luftfeuchtigkeit kann stark sinken.